# Cercopagis (Cercopagis) socialis
Cercopagis (Cercopagis) socialis is een watervlooiensoort uit de familie van de Cercopagididae. De wetenschappelijke naam van de soort is voor het eerst geldig gepubliceerd in 1877 door Grimm.